# Brittany Byrnes
Brittany Anne Trish Byrnes (Sídney, Nueva Gales del Sur, 31 de julio de 1987) es una actriz australiana, conocida mundialmente por su personaje de Charlotte Watsford en la segunda temporada de la serie de televisión H2O: Just Add Water.

## Inicios
Capacitada en todos los aspectos de la danza (jazz, tap y ballet) desde los 4 años en Bradshaw, Academia de Artes Escénicas en Sídney. Su primer papel fue en Los Rompecorazones, realizando el papel de Rachel, la hija de Greta, en el capítulo 24 de la primera temporada de la serie australiana. A partir de ahí ha actuado en películas como Little Oberon, Sirenas y Swimming Upstream. 
También ha estado en series de televisión incluyendo Beastmaster, Todos Los Santos y la segunda temporada del show australiano H2O: Just Add Water como Charlotte. 
En 2005 fue nominada para un premio AFI por su desempeño en basa.

## Filmografía
- 1994 - Los Rompecorazones (TV) 1 Ep (24). Rachel
- 1995 - Babe: Nieta

- 1996 - Twisted Tales (TV) 1 Ep: ("Night of the Monster"): Jessie

- 1996 - G.P. (TV) 1 Ep: ("Sing Me a Lullaby")

- 1997 - Search for Treasure Island (TV) 26 Eps: Thea Hawkins

- 1998 - Children's Hospital (TV) 1 Ep: ("Future Shock"): Helen Voyt

- 1998 - Breakers (TV): Catherine

- 1998 - The Violent Earth (TV miniseries): Helene

- 2000 - BeastMaster (TV) 1 Ep: ("Riddle of the Nymph"): Muraki

- 2000 - Water Rats (TV) 2 Eps: Geena Sadler

- 2001 - Escape of the Artful Dodger (TV) 26 Eps: Hannah Schuler

- 2001 - When Good Ghouls Go Bad: Dayna

- 2003 - Swimming Upstream: Diane Fingleton

- 2003 - Mermaids: Tess

- 2005 - Little Oberon: Natasha Green

- 1998 - 2006. All Saints (TV) 4 Eps: Vicki Rees, Vicky Ross, Jacinta Clarke, Becky Franklin

- 2007 - H2O: Just Add Water (TV): Charlotte Watsford

- 2014 - Wonderland (TV): Pip Sallinger